# منطقة كوليكورو

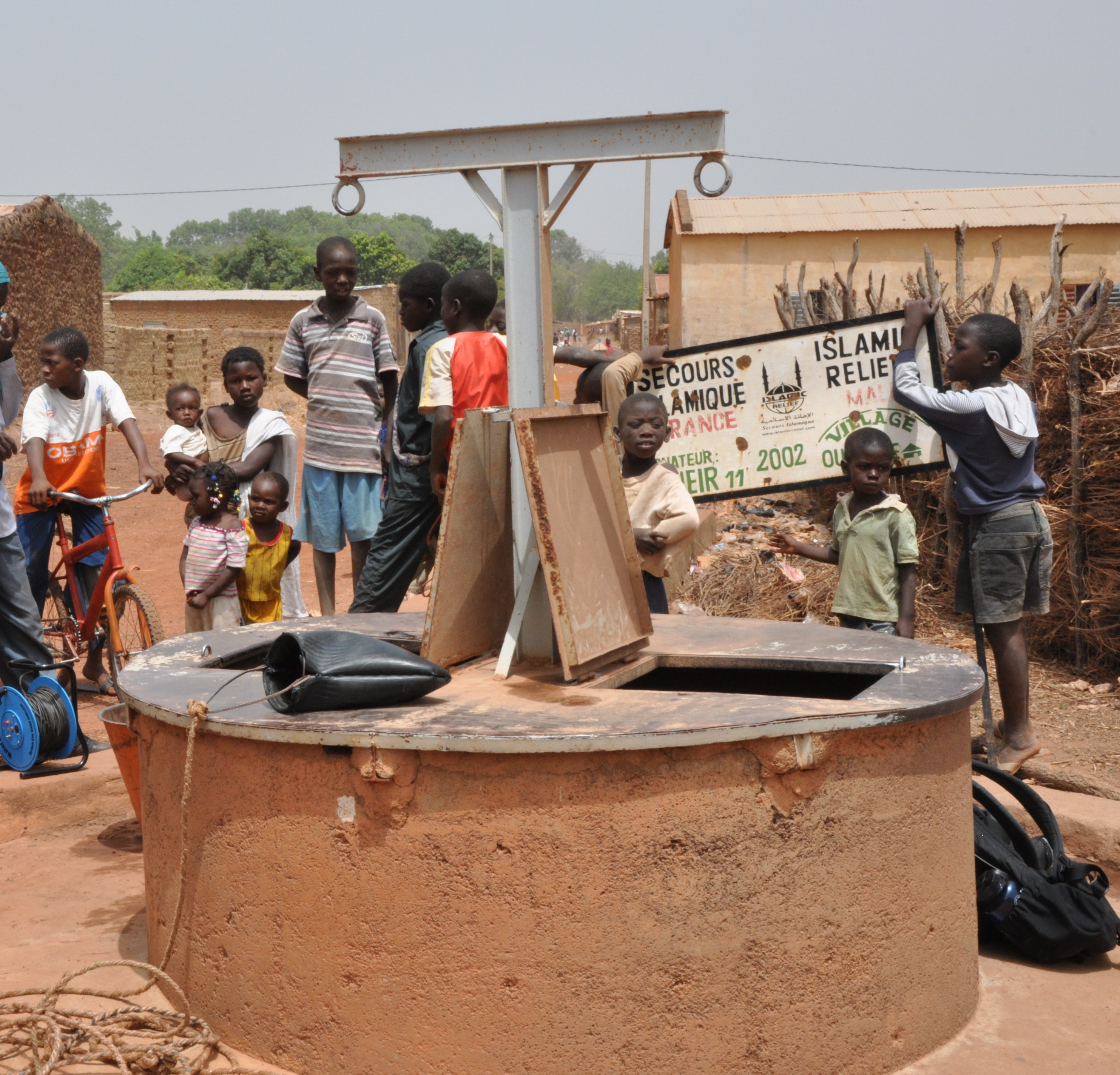
بئر ماء حفرته منظمة الإغاثة الإسلامية في إحدى قرى كوليكورو.

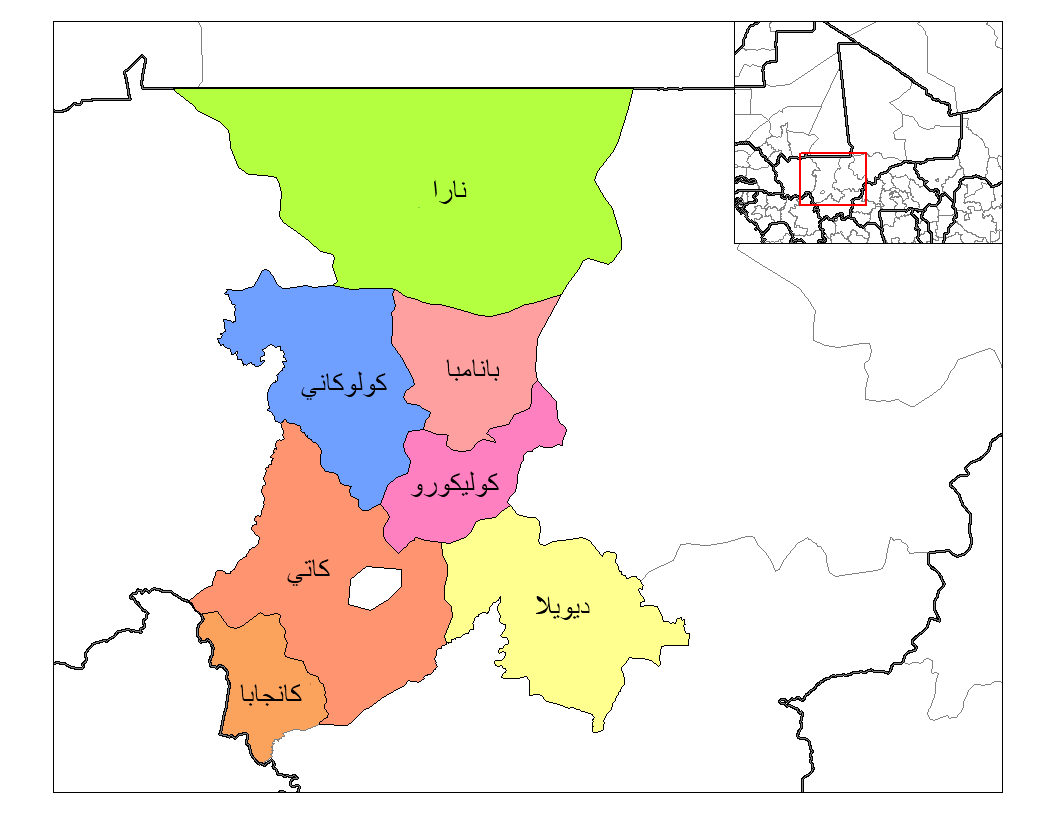
خريطة دوائر منطقة كوليكورو

منطقة كوليكورو هي منطقة في غرب مالي. وهي المجال الإداري الثاني في مالي وتغطي مساحة قدرها 90120 كم مربع. عاصمتها هي مدينة كوليكورو.